# ホセ・イグナシオ
ホセ・イグナシオ・サエンス・マルティン（José Ignacio Sáenz Marín、1973年9月28日 - ）は、スペイン・ラ・リオハ州ログローニョ出身の元サッカー選手。ポジションはMF。元スペイン代表。

## クラブ経歴
ラ・リオハ州のログローニョに生まれ、地元クラブのCDログロニェスでプロデビューを果たした。ログロニェスがラ・リーガから降格した1994-95シーズン終了後、バレンシアCFに加入し、1シーズン目はリーグ戦27試合に出場してリーグ準優勝を経験した。
1997年の夏、今後5シーズンを過ごすことになるレアル・サラゴサに完全移籍した。2000-01シーズン、キャリアハイとなるリーグ戦6得点を決めた。その中には負ければ降格という4月14日のFCバルセロナ戦でのゴールがあり、試合は4-4での引き分けに落ち着いた。
2002-03シーズンからはセルタ・デ・ビーゴに所属した。加入1シーズン目からリーグ戦33試合に出場すると、クラブはUEFAチャンピオンズリーグ出場権を獲得した。しかし、戦力不足による選手の疲弊によって翌シーズンにセグンダ・ディビシオンへと降格した。2006年、故郷ログローニョのログロニェスCFにて現役を引退した。
現役引退後は、自身がプロデビューを果たしたCDログロニェスにてディレクター職を務めている。

## 代表経歴
スペイン代表として2001年の間に2キャップを稼いだ。代表初キャップは2001年9月5日の2002 FIFAワールドカップ・予選のリヒテンシュタイン代表戦である。
A代表デビュー以前の1996年には、アトランタオリンピックに出場した。

## タイトル

### クラブ
レアル・サラゴサ
- コパ・デル・レイ : 1回 (2000-01)